# Norberto González
Norberto González (10 de outubro de 1979) é um jogador de beisebol cubano.

## Carreira
Norberto González foi campeão olímpico nas Olimpíadas de 2004. Também consquistou medalha de prata nos Jogos Olímpicos de 2008.